# Mechelen-Zuid
Mechelen-Zuid is een wijk van Mechelen en is het gebied dat in de omgeving van de Hombeeksesteenweg en verder langsheen de Brusselsesteenweg ligt.
De wijk strekt zich uit van de Leuvense vaart, tot aan Hombeek en van Battel tot Zemst. Een grote wijk die bestaat uit verschillende buurten. Soms worden de verschillende buurten in de wijk vernoemd naar hun parochie, soms naar de belangrijkste straat of opvallend punt. Zo zijn er Stuivenberg, Vrijbroekpark, Vennekant, Schonenberg, de watertoren, industrieterrein, Technopolis, Sint Jan Berchmans, Pius X, ...

Stuivenberg, dat grenst aan het noordwestelijke Battel wordt administratief bij Mechelen-Zuid ingedeeld. Het historische gehucht Auwegem is grotendeels opgeslorpt in de grootstedelijke structuur.
De meest bekende oude toponiemen in Mechelen-Zuid zijn Halfgalg, voordien Heisegem genaamd, Geerdegem (tevens de meest gebruikte historische naam voor Mechelen-Zuid), Mechels Veld, Stenenmolen, Barbelgem en Schonenberg.
Het gemeentelijk wijkcentrum is gelegen in de Dijkstraat, 41
Mechelen-Noord · Mechelen-Zuid · Mechelen-Centrum · Tervuursesteenweg · Battel · Nekkerspoel · Arsenaal
Woonwijken buiten het centrum: Otterbeek · Katanga · Oud Oefenplein · Kauwendael · Galgenberg · Marokken (Schorsvelden) · Stuivenberg
Historische buitenwijken: Halfgalg · Geerdegem · Auwegem · Pennepoel · Nekkerspoel · Hanswijk · Zennegat